# Pineville (Caroline du Nord)
Pour les articles homonymes, voir Pineville.
Pineville est une ville américaine située dans le comté de Mecklenburg en Caroline du Nord.
C'est la ville natale du président américain James K. Polk.

## Démographie
| 1900 | 1910 | 1920 | 1930  | 1940  | 1950  |
| ---- | ---- | ---- | ----- | ----- | ----- |
| 585  | 688  | 650  | 1 108 | 1 144 | 1 373 |

| 1960  | 1970  | 1980  | 1990  | 2000  | 2010  |
| ----- | ----- | ----- | ----- | ----- | ----- |
| 1 514 | 1 948 | 1 525 | 2 970 | 3 449 | 7 479 |

## Traduction
- (en) Cet article est partiellement ou en totalité issu de l’article de Wikipédia en anglais intitulé « Pineville, North Carolina » (voir la liste des auteurs).